# Kanagaki Robun

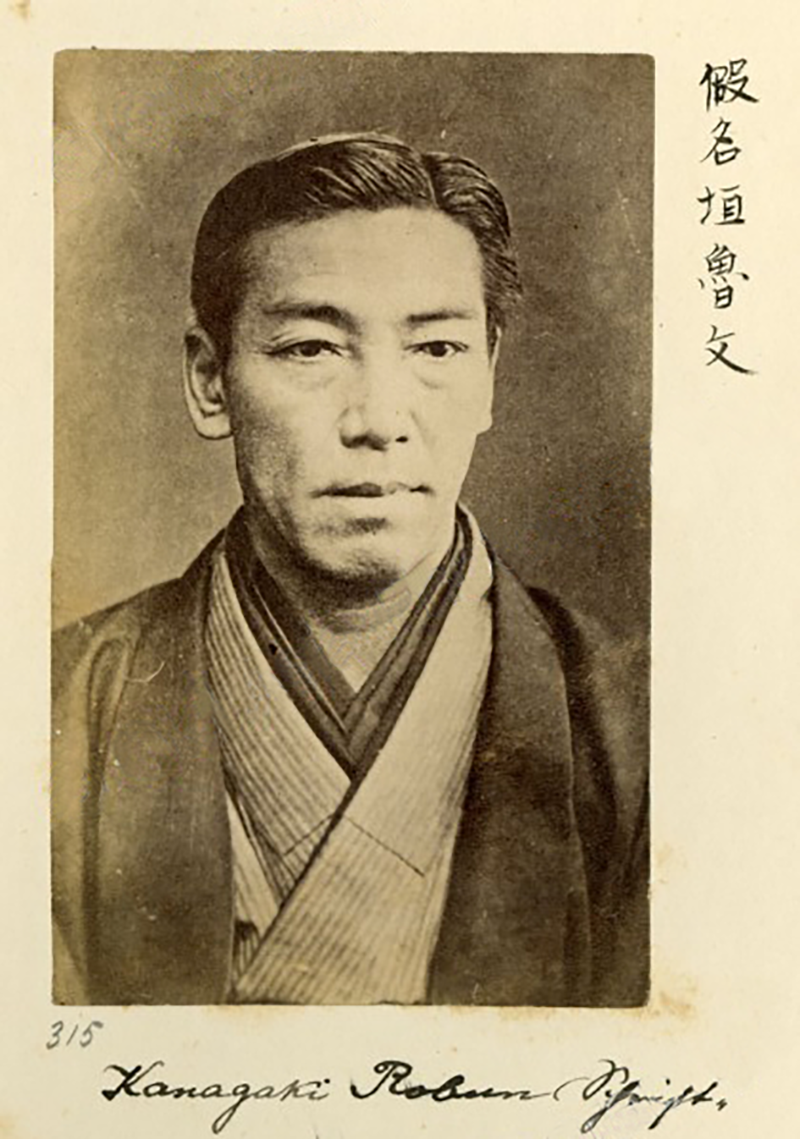
Kanagaki Robun

Kanagaki Robun (japanisch 仮名垣 魯文; eigentl.: Nozaki Bunzō; * 6. Januar 1829 in Edo; † 8. Oktober 1894 in Tokio) war ein japanischer Schriftsteller.

## Leben
Der Sohn eines Fischers wurde nach der Lehre bei einem Kaufmann 1843 Schüler des Gesaku-Autors Hanagasa Bunkyō. Bereits im Folgejahr debütierte er mit einer Erzählung. Seine Versuche, sich als freier Schriftsteller zu etablieren, blieben zunächst erfolglos. Erst seine Schriften über das Ansei-Edo-Erdbeben 1855 brachten ihm nennenswerten Erfolg.
In Anlehnung an Jippensha Ikkus humoristische Erzählung Dōchū hizakurige (Unterwegs auf Schusters Rappen) verfasste Kanagaki Mitte der 1850er Jahre eine ganze Reihe von Hizakurige-Erzählungen. Ein erfolgreiches Werk von eigenständigem literarischen Rang gelang ihm 1860 mit Kokkei fuji mōde (Die komische Pilgerfahrt zum Fuji), ein Werk, in dem er westliche Einflüsse in Japan darstellte. Es folgten Osana etoki bankoku-banashi (Ein Bilderbuch für Kinder mit Geschichten aus aller Welt, 1861) und Bankoku jimbutsu zue (Illustrationen über die Menschen aus aller Welt).
Nach Versuchen in verschiedenen Genres erschien im Gefolge der Berichte Fukuzawa Yukichis aus der westlichen Welt 1871 eine erfolgreiche neue Parodie der Erzählungen Ikkus Bankoku kōkai: Seyō dōchū hizakurige (Mit dem Schiff um die Welt: Auf Schusters Rappen in den Westen). 1872 und 1873 verfasste Kanagaki im Auftrag des Lehrministeriums (Kyōbushō) das Schulbuch Shusho eiri: Sekai no miyakoji (Kommentierte Abbildungen: Länder der Welt) und das Sachbuch Seyō ryōritsū (Kenner der westlichen Küche). Als Regierungsbeamter war er zwischen 1873 und 1875 für die Aufklärung über westliche Sitten und Bräuche in der Provinz Kanagawa zuständig.
Im Jahr 1875 gründete er die Zeitschrift Kanayomi shimbun, für die er unter dem Pseudonym Myōmyō Dōjin die viel gelesene Kolumnenreihe Myōmyō kimon (Myōmyōs seltsame Meldungen) verfasste. 1879 übernahm er die Leitung der Zeitschrift Iroha shimbun. Im gleichen Jahr gründete er mit Kubota Hikosaku Japans erste Theaterzeitschrift Kabuki shimpō.
Zugleich verfasste Kanagiki mehrere Sachbücher, von denen vor allem Takahashi Oden yasha monogatari (Die Geschichte der verteufelten Takahashi Oden) und Gurantishi-den Yamoto bunshō (Die Biographie der Herrn Grant – eine japanische Hymne) einigen Erfolg hatten. Ab 1881 schrieb er Fortsetzungsgeschichten für die Zeitschrift Konnichi shimbun. 1884 erschien seine Autobiographie Haishi nendai: Rosei ga yume no ki (Ein literarisches Zeitalter: Robuns traumhafte Aufzeichnungen).
Nach dem Tod seines Sohnes 1886 und dem Misserfolg mehrerer Werke zog sich Kanagaki 1890 offiziell aus der Literaturszene zurück und verbrachte seine restlichen Lebensjahre als Antiquitätenhändler.